# Bosch K-Jetronic
Bosch K-Jetronic – mechaniczny wtryskowy układ zasilania silnika spalinowego stworzony w roku 1973 w firmie Bosch. Obecnie rzadko używany.
Układ składa się z elektrycznej pompy zasilającej, akumulatora ciśnienia paliwa, filtra, rozdzielacza paliwa i przepływomierza powietrza, zblokowanych w regulatorze mieszanki. Poza tym w skład układu wchodzą wtryskiwacze, przepustnica i elementy umożliwiające rozruch i pracę silnika w okresie nagrzewania takie jak: regulator termiczny, wtryskiwacz rozruchowy, zawór powietrza dodatkowego. Pomiar masy przepływającego powietrza odbywa się poprzez przesuwanie klapy spiętrzającej. Klapa ma kształt koła i pod naporem powietrza porusza się w stożkowej gardzieli. Przymocowana jest do końca ramienia, na które nacisk wywiera ciśnienie hydrauliczne za pośrednictwem tłoka sterującego. System dawkuje ilość wtryskiwanego paliwa poprzez ruch tłoka sterującego, którego przesuwająca się krawędź odsłania szczeliny, którymi przepływa paliwo do wtryskiwaczy.
Z jednej strony na tłok działa stałe ciśnienie paliwa, a z drugiej napór aerodynamiczny powietrza zassanego przez silnik wywierany na klapę spiętrzającą. Ponieważ ciśnienie paliwa jest stałe, to ruch klapy spiętrzającej wyznacza ilość zassanego powietrza. Korekcje dawki w zakresie niskich i średnich obrotów uzyskuje się poprzez modyfikację konturu gardzieli. W zależności od bardziej lub mniej stromego przebiegu konturu (w stosunku do tworzącej stożka) uzyskuje się wzbogacenie lub zubożenie dawki paliwa. W okresie nagrzewania regulator termiczny obniża ciśnienie paliwa nad tłokiem sterującym, co powoduje spadek siły przeciwstawiającej się naporowi aerodynamicznemu, wyższe położenie klapy spiętrzającej, a przez to zwiększenie dawki paliwa.